# Cessna 170
Cessna 170 är ett högvingat flygplan från Cessna av helmetallkonstruktion, försett med ett fast sporrhjulslandställ samt framdrivs av en kolvmotor. Modellen är utrustad med fyra sittplatser inklusive pilotens och producerades mellan 1948 och 1956. Modellen efterträddes av Cessna 172.
Cessna 309 och Cessna 319: forskningsflygplan; modifierade Cessna 170 och Cessna L-19. 